# Manokwari
Manokwari is de hoofdstad van de Indonesische provincie West-Papoea (Papua Barat). Het is gelegen in het noordoosten van de Vogelkop in Manokwari, een middelgrote stad van 130.000 inwoners, ligt aan de Doreh-baai (ook wel Doré of Dorey). De naam van de stad is Numforees en betekent oud dorp. Manokwari is in 1898 als een van de eerste Nederlandse bestuursposten in  Nederlands-Nieuw-Guinea gesticht. De locatie werd bewoond door kustbewoners die verwant zijn aan de bewoners van de eilanden Numfor en Biak. Het voor de kust liggende eilandje Mansinam maakt deel uit van het stedelijke gebied van Manokwari.
Tot 2003 lag het in de provincie Papoea, in 2003 werd tijdens het bewind van president Megawati Soekarnoputri Papoea verdeeld in Papoea en West-Irian Jaya, die laatste werd in 2007 omgedoopt tot West-Papoea. Na de opdeling in 2022 van de Indonesische provincies Papua en Papua Barat in zes nieuwe provincies bleef Manokwari de provinciehoofdplaats van het verkleinde Papua Barat (West-Papoea).

## De eerste vestiging
De eerste poging op de plaats een fort in te richten werd uitgevoerd door de Engelsen in 1793. Nederlands-Nieuw-Guinea werd toen beschouwd als een deel van het rijk van de sultan van Tidore in de Molukken. Door de Vereenigde Oostindische Compagnie (VOC) werden de claims van de sultan erkend, en daarmee was voormalig  Nederlands-Nieuw-Guinea een deel geworden van Nederlands-Indië. Er werd echter door de VOC geen enkele poging ondernomen iets in Nieuw-Guinea te beginnen. De Engelsen ondernamen wel pogingen het gebied in bezit te krijgen. In 1791 ondernam de Britse Oost-Indische Compagnie onder leiding van John MacCluer een expeditie naar de zuidkust van  Nederlands-Nieuw-Guinea, en in januari 1793 vertrok kapitein John Hayes vanuit Bengalen naar Nieuw-Guinea, vergezeld door drie Britse officieren en 60 Bengaalse soldaten.
Men ging in augustus 1793 aan land op het eilandje Mansinam, dat door de plaatselijke bevolking Dorie werd genoemd. Hayes stichtte er het Fort Coronation, en benoemde zichzelf tot gouverneur-generaal van de nieuwe Engelse kolonie Nieuw Albion. De baai werd Restoration Bay genoemd. Toen Hayes na drie maanden vertrok om versterkingen te halen werd het fort door Papoea's overvallen. De achterblijvers leden ernstig onder honger en tropische ziekten. In april 1795 werd de vestiging verlaten en eindigde het Engelse avontuur in  Nederlands-Nieuw-Guinea. Op 27 oktober 1814 werd een verdrag getekend tussen de Engelsen en de sultans van de Molukken, waarna het Nederlandse bestuur over het gebied werd hersteld.

## Zendelingen
Een volgende poging tot vestiging in het gebied werd gedaan door twee zendelingen, de Duitsers Carl W. Ottow en Johann G. Geissler. Als leerlingen van de Berlijnse predikant Johannes Gössner waren zij van mening dat ze als zendeling in hun eigen onderhoud moesten voorzien. Ze vertrokken als zendeling-werklieden naar Nieuw-Guinea en stichtten op 5 februari 1855 een zendelingenpost op het eilandje Mansinam in de Dorehbaai. De beide zendelingen werden met wantrouwen tegemoet getreden, want de plaatselijke bevolking zag hen aan voor schimmen uit het dodenrijk. In 1858 kregen de zendelingen enige tijd bezoek van de leden van de Nederlandse Etna-expeditie en de Britse natuuronderzoeker Alfred Russel Wallace, die het gebied bezocht op zoek naar zeldzame vogels, zoogdieren en insecten.
Het werk van Ottow en Geissler was zwaar en weinig vruchtbaar. Ottow overleed op 9 november 1862 op Mansinam en is begraven op het zendingskerkhof in Kwawi. Geissler overleed in 1870 op ziekteverlof in Duitsland. Beide zendelingen staan echter aan de wieg van de zending in Nieuw-Guinea. In 1863 nam de zendeling J.L.van Hasselt van de Utrechtse Zendingsvereeniging (UZV) het werk van Ottow over, en zorgde voor continuïteit in het zendelingenwerk in Doreh en omgeving.

## Oprichting van de bestuurspost Manokwari

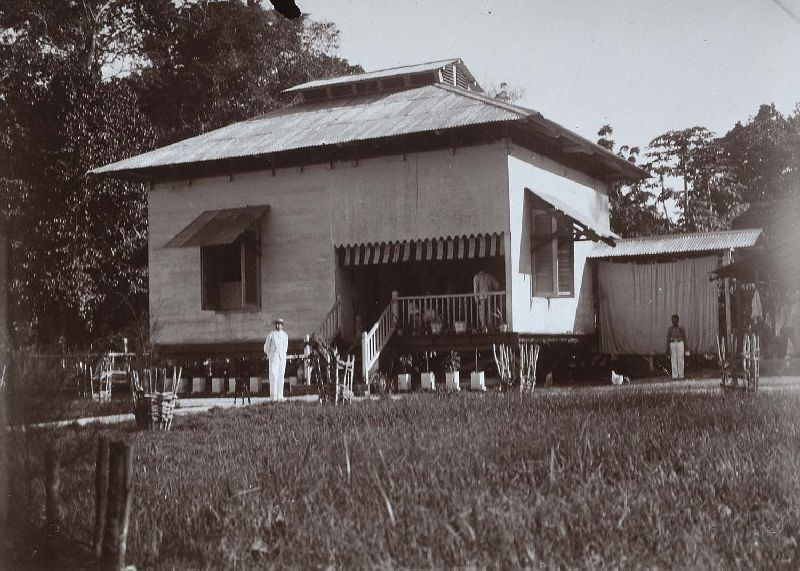
Ambtswoning van de controleur van het Binnenlands Bestuur te Manokwari in 1903

Aan het einde van de negentiende eeuw besloot Nederland tot het oprichten van bestuursposten in  Nederlands-Nieuw-Guinea. Eerst moest gezorgd worden voor regelmatige verbindingen met het gebied. In 1887 werd de Koninklijke Pakketvaart Maatschappij (KPM) opgericht, een maatschappij die met schepen de postverbindingen tussen de eilanden van Nederlands-Indië in stand moest houden. In 1897 werd besloten twee bestuursposten op te richten, namelijk Fakfak aan de zuidkust en Manokwari aan de noordkust. In 1898 werd begonnen met de oprichting van de bestuurspost Manokwari onder leiding van waarnemend controleur L.A. van Oosterzee.
In de periode voor de Tweede Wereldoorlog groeide Manokwari uit tot een klein dorp, waar gepoogd werd enige handel op poten te zetten. De Stichting Immigratie en Kolonisatie Nieuw-Guinea (SIKNG) probeerde kolonisten te interesseren in vestiging in en rond Manokwari. In 1930 arriveerden de eerste kolonisten. Door armoede en ziekte was het moeilijk een goed bestaan op te bouwen. Er ontstonden enkele kleine landbouwbedrijfjes, een zagerij en wat winkeltjes.
In 1957 verplaatste de resident van West Nieuw-Guinea de bestuurszetel van Sorong naar Manokwari.

## Tweede Wereldoorlog
Manokwari werd in april 1942 door de Japanners bezet. Alle Europeanen werden afgevoerd naar Ambon en geïnterneerd. Sommigen werden onthoofd. Een kleine groep van 62 kolonisten onder leiding van KNIL-kapitein J.B.H.Willemsz Geeroms trok het oerwoud in en begon een guerrilla tegen de Japanners, met behulp van de plaatselijke bewoners, de Meja-Arfakkers. Geeroms werd in april 1944 door de Japanners gevangengenomen en onthoofd. De guerrilla werd voortgezet door Pieter Petrus de Kock en Mauritz Christiaan Kokkelink. Slechts 14 van de 62 kolonisten overleefden de Tweede Wereldoorlog in het oerwoud.
De Japanners namen Manokwari na uitvoering van bombardementen in bezit en stationeerden een aanzienlijke legermacht in het plaatsje. Ze maakten zichzelf niet populair door de internering en onthoofding van talloze inwoners. Op 9 mei 1944 werd door de Amerikanen de tegenaanval ingezet. Door hevige bombardementen werd 90% van Manokwari verwoest. De Japanners werden verjaagd en velen vluchtten het oerwoud in, waar ze vaak door vijandige bewoners werden afgemaakt.
Na de Tweede Wereldoorlog groeide Manokwari uit tot een van de belangrijkste centra van  Nederlands-Nieuw-Guinea. Er werd gewerkt aan de ontginning van gebieden in de omgeving tot landbouwgebied. In de Warmare- en Prafivlakte ten zuidwesten van Manokwari werden landbouwprojecten opgezet en cacaoplantages aangeplant, waarbij de bevolking van het ondoordringbare Arfakgebergte werd opgeroepen zich in de vallei te vestigen. Daarmee zouden de primitieve bewoners in contact kunnen komen met de geldeconomie. Velen stierven aan malaria, de overlevenden keerden spoedig terug naar hun oude dorpjes op de hellingen van het Arfakgebergte.
In Manokwari werd enige industrie op poten gezet, waaronder een eenvoudige scheepswerf.

## OPM
In 1963 ging het bestuur over in Indonesische handen. Na een lange politieke strijd over de zeggenschap over  Nederlands-Nieuw-Guinea tussen Nederland en Indonesië werd door de Verenigde Naties voor een oplossing ten gunste van Indonesië gekozen. Nederland had echter het gebied op termijn onafhankelijkheid toegezegd en door de overdracht van het bestuur aan Indonesië dreigde de belofte tot onafhankelijkheid niet te worden nagekomen. Leden van het door Nederland opgerichte Papoea Vrijwilligers Korps (PVK), een klein uit Papoea's bestaand legertje, waren door de machtsoverdracht werkloos geworden. Enkelen van hen onder leiding van Ferry Awom besloten de strijd voor onafhankelijkheid gewapend voort te zetten en richtten in 1965 in Manokwari de Organisasi Papua Merdeka (OPM), de organisatie voor een vrij Papoea, op. De OPM opereerde in de periode tot 1971 vanuit het binnenland van de Vogelkop. Manokwari was het voornaamste centrum van verzet tegen de Indonesische overheersing.

## Manokwari begin 21e eeuw

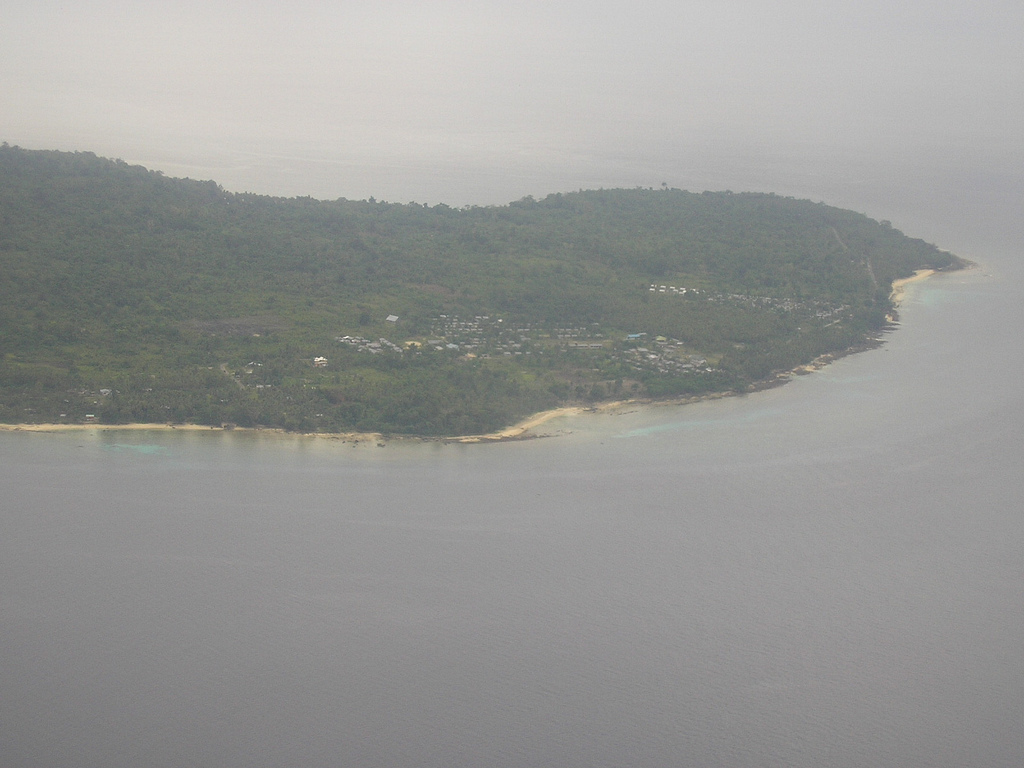
Manokwari in 2005

Manokwari is uitgegroeid tot een stad van 130.000 inwoners. Het is goed te bereiken door de lucht, vanaf luchthaven Rendani zijn er regelmatige vluchten naar Ambon, Jakarta, Jayapura, Langsa, Makassar en Sorong. De haven van Manokwari wordt wekelijks bezocht door veerboten van PELNI, die contacten onderhoudt met Sorong, Biak en andere plaatsen. Er zijn kleinere, eenvoudige bootverbindingen met Numfor, Windesi en Wasior op het schiereiland Wandammen. Over land zijn de verbindingen met andere plaatsen slecht. Er loopt een weg naar de kustplaats Ransiki, die doorloopt tot aan de zuidelijker gelegen plaats Bintuni. Aan een verbindingsweg met de westelijke havenplaats Sorong wordt gewerkt.
Ten noorden van Manokwari ligt het Mejagebergte, een heuvelachtig gebied, met oerwoud begroeid, dat een beschermd natuurreservaat is. Een deel van het Mejagebied grenst direct aan de stad. Een geasfalteerde weg leidt door het oerwoud naar een heuveltop, waar door de Japanners een oorlogsmonument is opgericht.
Ten zuidwesten van Manokwari ligt het ondoordringbare Arfakgebergte, waarvan de hoogste top, de Gunung Umsini een hoogte van 2926 meter bereikt. Ook het Arfakgebergte is een beschermd natuurreservaat, en is bekend om het voorkomen van enkele zeldzame soorten vogelvlinders (Ornithoptera), en enkele vogels zoals de bruine tuiniervogel (Amblyornis inornatus, prieelvogels) en de westelijke parotia (Parotia sefilata, paradijsvogels).
Tussen het Arfak-gebergte en het Meja-gebied stroomt de rivier de Warmare door de Warmare- en Prafivlakte. Deze vlakte is ontgonnen tot landbouwgebied en is een van de meest vruchtbare landbouwgebieden van Papoea. De Prafi-vlakte is een transmigratiegebied waar landloze boeren uit Java zich hebben gevestigd.
Manokwari geldt als de meest Papoeaanse stad van Papoea. De meeste steden van Papoea hebben als gevolg van de vestiging van transmigranten uit andere gebieden in Indonesië een sterk Aziatisch karakter gekregen. In Manokwari is dit in mindere mate het geval. Van oudsher wordt Manokwari bevolkt door Numforezen, Biakkers, Meja-Arfakkers en andere volken uit het Arfak-gebied.
Manokwari heeft een eigen afdeling van de Universitas Cenderawasih (UNCEN), de Paradijsvogel-Universiteit, waarvan de hoofdvestiging in Waena bij Jayapura (het vroegere Hollandia) ligt.

## Aardbeving
Op 3 januari 2009 vond een zware aardbeving plaats in West-Papoea met een kracht van 7,6 op de schaal van Richter. Het epicentrum van de beving bevond zich op het land, op 150 kilometer westnoordwest van Manokwari en ongeveer 170 km oostnoordoost van Sorong. De bevingen begonnen om 4:43 uur plaatselijke tijd, er waren meerdere bevingen na elkaar. Hotel Mutiara in Manokwari stortte in en ook andere gebouwen raakten zwaar beschadigd.

## Overleden te Manokwari
- Johannes Bernardus Herman Willemsz Geeroms (terechtgesteld door de Japanners)
- Hans Herbert Moritz Fuhri (terechtgesteld door de Japanners)